# Gao E
Gao E var en kinesisk lärd, ämbetsman och redaktör. Han är mest känd redaktör för och möjlig medförfattare till den kinesiska talspråksklassikern Drömmar om röda gemak.
Gao var hankines som tillhörde den kantande gulan fanan i de åtta fänikorna och härstammade från Tieling i dåvarande Fengtian-provinsen. 1788 avlade han provinsexamen (juren) och 1795 högsta examen (jìnshì) i det kejserliga examensväsendet. 1801 blev han ledamot i Hanlinakademin.
I slutet på 1700-talet fick Gao i uppdrag av Cheng Weiyuan att redigera Drömmar om röda gemak, en ofullbordad roman av Cao Xueqin och dittills cirkulerat i manuskriptformat. 1791 upptäckte Gao ytterligare fyrtio kapitel till romanen som han påstod hade återfunnits i Caos kvarlåtenskap och de nya kapitlen inkluderades i följande tryckta utgåvor av verket. Många forskare, som Hu Shi, hävdar dock att Gao E själv var författare till de fyrtio kapitlen, vilket fortfarande är en omstridd fråga i kinesisk litteraturvetenskap.